# Juan Sorazábal
Juan Sorazábal fue un pintor y artista plástico paraguayo. Se destacó en dibujo y pintura, especialmente en la caricatura como técnica plástica representativa de su entorno. Comprometido con la realidad política de su país, su obra representa su postura crítica. 
Juan Sorazábal, nació en Asunción, Paraguay en 1904, hijo de Vicente Sorazábal y de María Oyazábal, españoles.

## Infancia y juventud
Dibujante y pintor autodidacta no tuvo más que su innata vocación y el aliento y el estímulo familiares para encarar una carrera que lo llevará a figurar entre los grandes de la plástica paraguaya, vinculando su nombre al nunca fácil género del retrato y la caricatura.

## Su trayectoria
Su amigo Arturo Alsina, dramaturgo, en su libro “Paraguayos de otros tiempos” realiza, bajo el título de “Un caricaturista del pueblo” una hermosa semblanza del gran “Chuchín”, apodo con el cual era largamente conocido: “La vida es exigente y es necesario trabajar ya que en aquellos tiempos era imposible vivir a costa del arte. Y lo hará muy pronto en su ley como dibujante del entonces Departamento de Obras Públicas... hasta el día en que la pasión política y el miedo y el odio al talento lo arrojaron al destierro." 
Tiene una aptitud especial para el cálculo y sus trabajos son de una corrección tal que, al partir, su jefe lo recomendará a sus colegas del extranjero como a un dibujante excepcional. Su plano del Chaco, dibujado en 1928 por encargo del Ministerio de Guerra... fue una valiosa contribución a la defensa del país. 
Abandona las aulas del Colegio Nacional de la Capital para entregar íntegras sus horas libres a las imperiosas exigencias de su vocación y a sus preferencias intelectuales. Y mientras vigoriza su inteligencia en el estudio, cultiva la caricatura colaborando en diarios y en revistas, pinta y ensaya la crítica de arte con singular acierto... 
Expresa Alsina: "Sus amigos fuimos víctimas complacientes de su ingenio, los primeros en celebrar lo que aparecía como logrado reflejo de la personalidad en el rasgo exagerado y que, a menudo... era el verdadero retrato que muchos ocultan tras la máscara del rostro... Generoso fue “Chuchín” en demasía. Nos regalaba su arte. Como nos tendía la mano, como nos entregaba el corazón, como se jugaba entero por sus ideas, sin reservas, sin una sombra, sin alardes”. 

Ticio Escobar, estudioso de las artes visuales del Paraguay escribe: “Sorazábal surge como dibujante de la llamada Generación del ‘23 en torno a la revista Juventud, que nucleaba a sectores literarios e intelectuales de la década del ‘20...” Y sobre parte de su obra afirma: “Los dibujos de Sorazábal publicados en La Palabra son característicos de su figuración cáustica y combativa. El periódico, surgido a fines de la década del ‘20 y disuelto con la represión del ‘31 (que provocó el encarcelamiento y el destierro del dibujante), expresaba la posición anarquista con ribetes nacionalistas del grupo en el que militaba Chuchín. El tratamiento de la imagen, relacionada con la inmediata coyuntura local e internacional, demuestra una aguda sensibilidad para caricaturizar en forma rápida y enérgica las agitadas situaciones de la coyuntura. Su tono cortante y directo, agresivo muchas veces, audaz siempre, produjo una de la más originales interpretaciones gráficas de la escena política paraguaya”.

## Últimos años
Falleció en Buenos Aires en 1944, trabajando vigorosamente hasta el final, contando sólo 40 años. 
El propio Alsina evoca cuanto sigue: “En la hora de la postrer despedida te dije desde la intimidad de mi corazón entristecido: Ya no eres de nuestro mundo; pero eres para siempre de esta patria, de este pueblo”. Y cierra su artículo así: “¡Hermano nuestro que estás en los recuerdos, que la luz de tu espíritu sea con nosotros!”.